# متحف منزل هيل توب التاريخي
هيل توب أو منزل بياتريكس بوتر هو منزل من القرن السابع عشر يقع بالقرب من ساوري القريبة من هاوكسهيد، في مقاطعة كمبريا الإنجليزية. يعتبر المنزل بجدرانه الحجرية العشوائية وسقفه الأردوازي مثالًا على العمارة العامية في ليكلاند. كان المنزل في السابق ملكًا لمؤلفة ورسامة الأطفال بياتريكس بوتر التي تركته لمؤسسة التراث القومي بعد وفاتها. أُدرج المبنى ضمن قائمة هيئة التراث الإنجليزية للمباني التاريخية من الدرجة الثانية. فُتح المنزل للجمهور كمتحف لمنزل الكاتبة بوتر، كما كانت تعرفه بوتر في حياتها.
تعتبر حديقة هيل توب ذات أهمية حيث يُعتنى بها بأسلوب يتماشى مع الرسوم التوضيحية لبوتر.

## الخلفية

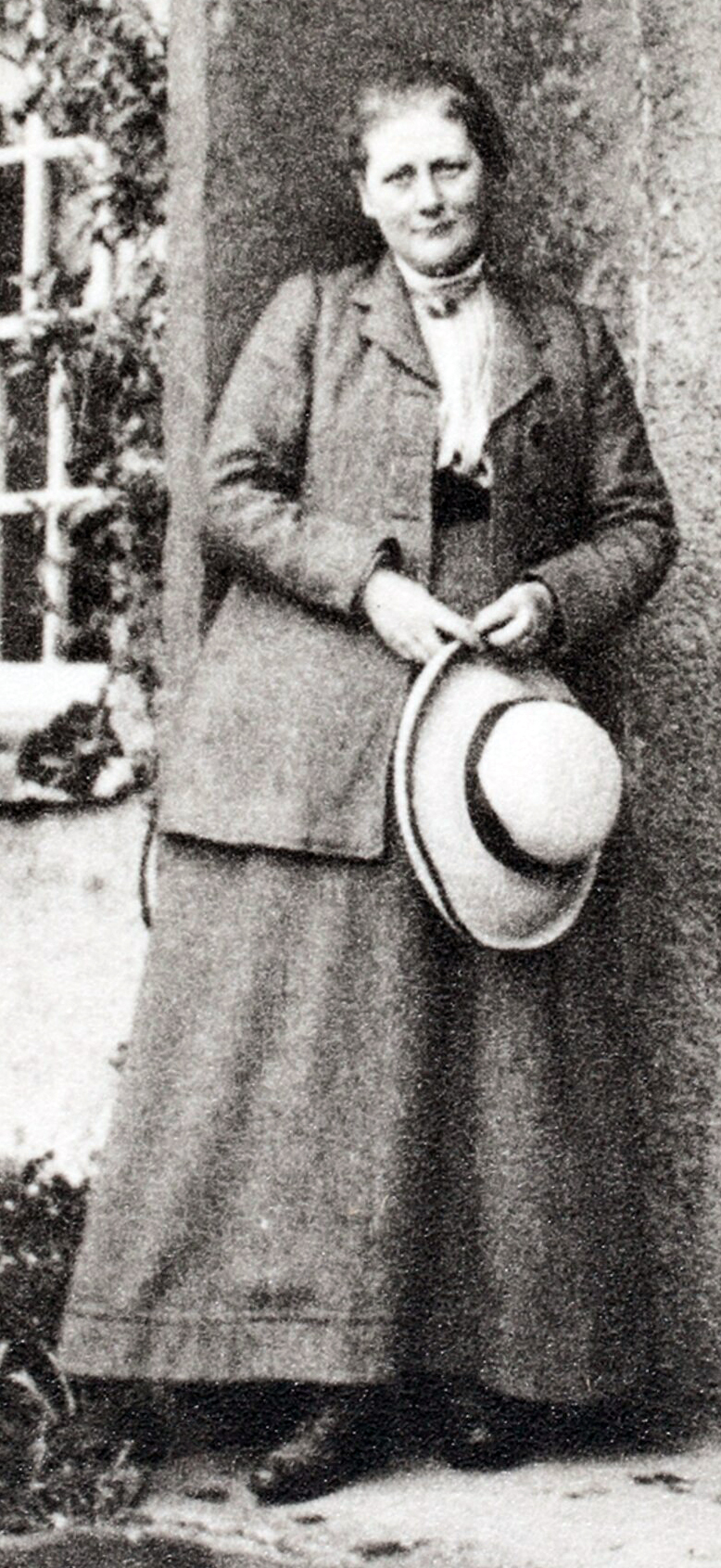
بياتريكس بوتر

كان هيل توب في يوم من الأيام ينتمي إلى أملاك بياتريكس بوترK مؤلفة ورسامة الأطفال المشهورة بسلسلة من كتب الأطفال، وخاصة شخصية الأرنب بيتر. اشترت بوتر المنزل ذا مساحة الـ 34 أكر ومزرعته الملحقة في عام 1905 كمنزل لها بعيدًا عن لندن وملاذها الفني. انتقلت ملكية المنزل إلى مؤسسة التراث القومي عند وفاتها في عام 1943. يظهر المنزل والمزرعة والقرى المجاورة في كتب حكاية الفطيرة وباتي بان، وحكاية صامويل ويسكرس، وحكاية القطة توم، وحكاية البطة المتعثرة جيميما.
كان يدير المزرعة جون كانون. بَنت بياتريس الجناح الأيسر من أجل جون وعائلته في عام 1906، وكرست قصة البطة المتعثرة جيميما لأطفاله رالف وبيتسي الذين يظهرون في الرسوم التوضيحية وكذلك والدتهم.

## خصائص المنزل

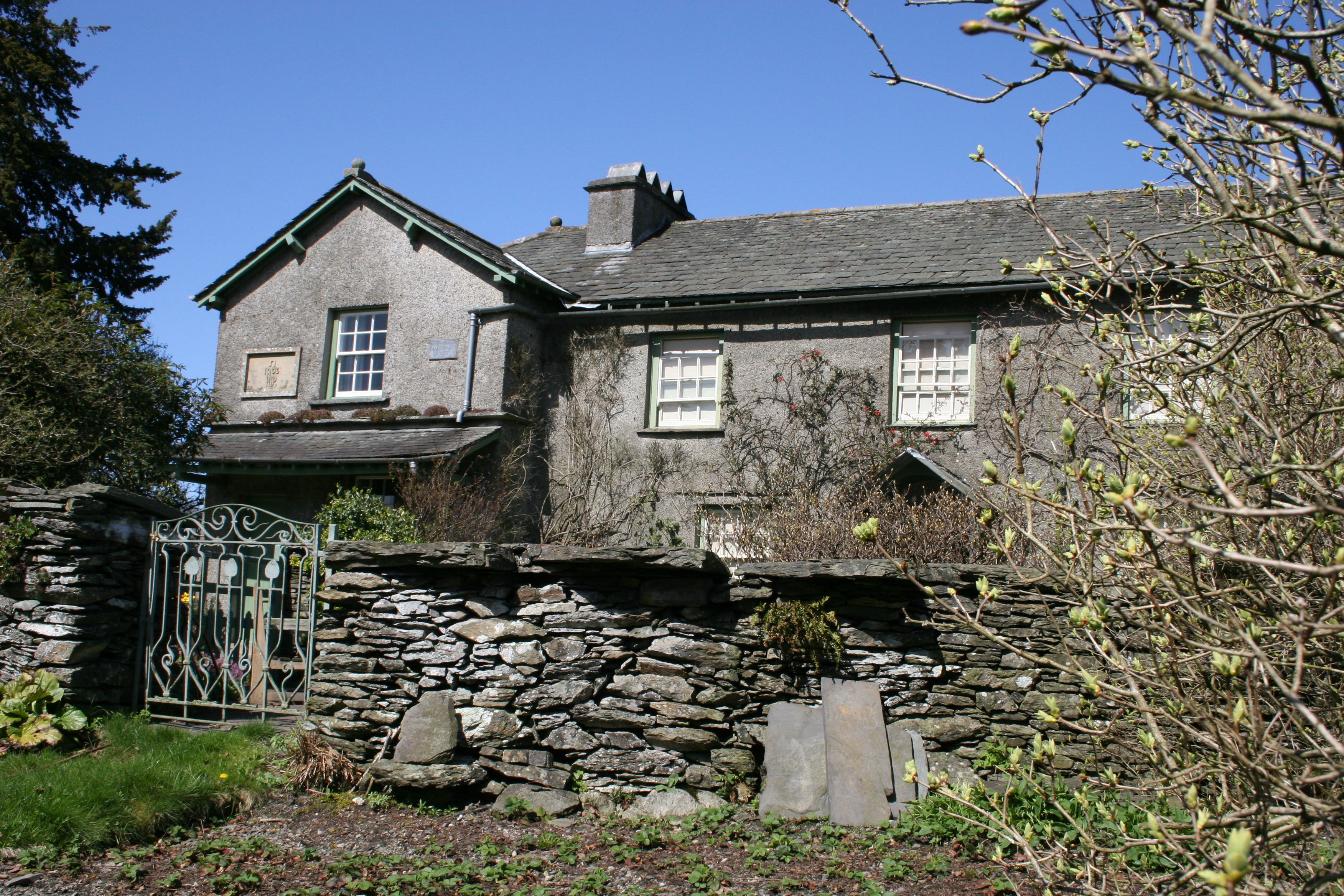
هيل توب.

### مدخل القاعة
تحتفظ قاعة المدخل و المطبخ بأرضيتها الأصلية التي تحمل الطابع الحجري. أُزيل النطاق الذي شوهد في العديد من الرسوم التوضيحية الخاصة بها ولكنه استُبدل بمجموعة مماثلة في عام 1983. أُعيد إنتاج ورق الحائط في عام 1987 من نفس النوع التي علقهتا بوتر عام 1906، ويغطي الجدران والسقف. ذُكرت الساعة ذات الأحرف الطويلة التي تعود إلى عام 1785، والكراسي على طراز شيبينديل، والخزانة على الطراز الجورجي، وخزانة من خشب البلوط من القرن السابع عشر ومفروشات أخرى موجودة كلها بالمنزل في بعض ققص بوتر. كما يمكن أيضًا رؤية بقايا الدرج اللولبي التاريخي في الخزانة على يمين المدفأة.

### مدخل الاستقبال
يتميز مدخل الاستقبال بمدخنة على طراز آدم ركبتها بوتر. يهيمن أثاث بطابع أوائل القرن التاسع عشر على الغرفة، ويُعرض الخزف الإنجليزي والصيني من القرن الثامن عشر في خزانة جدارية معلقة. كان إبريق شاي بوتر الذي يعود إلى عام 1902 والمعروض في الخزانة هو ريبي من قصة الفطير وباتي بان.

### السلم والمهبط
يعتبر السلم والمهبط شيئان مألوفان مألوفان لقراء كتب بوتر. من المحتمل أن يعود تاريخ الدرابزين والدرج إلى القرن الثامن عشر. صنع الساعة ذات الصندوق الطويل سكوفيلد من روتشديل. كما توجد أعمال فنية أخرى تزين المهبط ، ونُسج السجاد لتتناسب مع ذلك الموجود في حكاية صامويل ويسكرز.

### الغرفة الجديدة
تُسمى تلك الغرف بالغرفة الجديدة لأنها كانت امتدادًا أضافته بياتريكس في نفس الوقت الذي قامت فيه ببناء المنزل المجاور. أشارت إليها بياتريكس بالمكتبة. وتحتوي الغرفة على خمس لوحات كبيرة لأخيها والتر بيرترام بوتر. تطل النافذة المنفردة على قرية بالقرب من سواري، حيث صورت بياتريكس هذا المشهد في حكاية صامويل ويسكرز.

### غرفة الجلوس
كانت الغرفة في الأصل غرفة نوم المزارع، لكن استخدمت بياتريكس تلك المساحة في الطابق العلوي للترفيه. تحتوي الغرفة على صندوق بيانو من تصميم ماتزيو كلمنتي.

### غرفة الكنوز
تُظهر أصغر غرفة في المنزل أرضيات من خشب البلوط الأصلي. قُطع الألواح الأرضية حيث كان أحدها أقصر من الألواح الأخرى، وهو ما ألهما في حكاية صامويل ويسكرز. تشمل العناصر البارزة في الغرفة بيت الدمى الذي يحتوي على لحم الخنزير المذكور في حكاية فأران سيئان، وخزانة عرض تعرض برونزيات مصغرة لشخصيات بياتريكس.

### غرفة النوم
تحتوي غرفة النوم الوحيدة في المنزل على سرير مزخرف بأربعة أعمدة يعود تاريخه إلى منتصف القرن السابع عشر. نحت زوج بياتريكس ويليام هيليس الأحرف الأولى من اسمهما على الموقد المحيط.

### تخطيط المنزل
يحتوي المنزل على ثلاث غرف في الطابق السفلي، وقاعة المدخل، وقاعة الاستقبال والمغطس. وتوجد أربع غرف في الطابق العلوي وغرفة جلوس وغرفة الكنوز وغرفة النوم وغرفة جديدة. يمكن للزوار الدخول إلى جميع هذه الغرف. توجد غرف إضافية ليست على متاحة للزوار، بما في ذلك قبو وخزانة هبوط ودورة مياه لا تحتوي على سباكة، ولكنها كانت مجرد مساحة للغسيل باستخدام وعاء من الماء.

## الحديقة

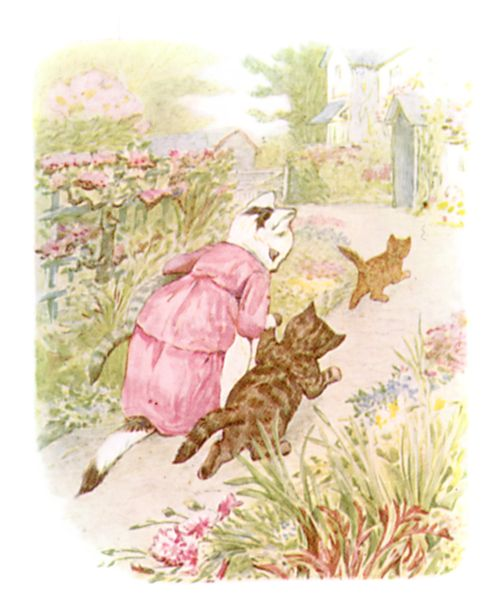
الحدود الإدواردية في حكاية القط توم.

تهر حكاية القط توم حديقة منزل هيل توب.

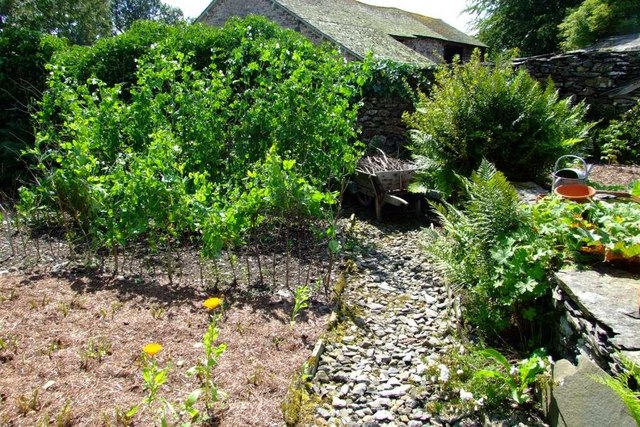
صورة لبعض نباتات الحديقة.

توجد حديقة نباتية في المنزل ، لكن رُسمت خضروات السيد ماكجريجور في حكاية بيتر الأرنب في حديقة تسمى لينجولم حيث لم تكن بوتر قد امتلكت المنزل بعد.

## النسخ المتماثلة
يعتبv هيل توب وجهة متكررة للزوار اليابانيين إلى المملكة المتحدة. بُني في عام 2007 نسخة طبق الأصل من هيل توب في حديقة حيوانات للأطفال بالقرب من أراضي جامعة دايتو بونكا في طوكيو باليابان.

## ممتلكات ذات صلة
يعرض الصندوق الوطني أيضًا المواد المتعلقة ببياتريكس بوتر في معرض بياتريكس بوتر في هاوكسهيد. 

## روابط خارجية
- صفحة توب هيل على موقع الأعلى للصندوق الوطني